# Exchange-traded Derivatives
Unter Exchange-traded Derivatives (abgekürzt ETD) versteht man börsengehandelte Derivate – z. B. Option und Future. Es handelt sich somit um eine Variante der Exchange-traded Products.
Das Gegenstück zu Exchange-traded Derivatives sind OTC-Derivate, die im außerbörslichen Handel (englisch over the counter) gehandelt werden.
Da es sich bei Derivaten um Termingeschäfte handelt, werden die entsprechenden Börsen Terminbörse genannt. Große Terminbörsen in Europa sind EEX, EUREX, LIFFE und Euronext Paris. Die Terminbörsen in Nordamerika und Asien handeln häufig größere Umsätze.
Börsengehandelte Derivate sind bezüglich ihrer Eigenschaften (z. B. Verfallstag) und der Abwicklung der Geschäfte standardisiert. Kontrahent ist eine zentrale Gegenpartei (Central Counterparty / CCP), so dass das Gegenparteiausfallrisiko sehr gering ist.